# سیارک ۴۶۵۶
سیارک ۴۶۵۶ (به انگلیسی: 4656 Huchra، نامگذاری:1978VZ3)۴۶۵۶مین سیارک کشف شده‌است که در ۰۷ نوامبر ۱۹۷۸ کشف شد.
قدر مطلق سیارک برابر ۴۲.۰ است.